# 西乌利班
西乌利班（Siuliban），是印度贾坎德邦丹巴德县的一个城镇。总人口20960（2001年）。

## 人口
该地2001年总人口20960人，其中男性11134人，女性9826人；0—6岁人口2897人，其中男1479人，女1418人；识字率63.38%，其中男性为71.55%，女性为54.13%。